# إنديانابوليس 500 سنة 2011
سباق إنديانا بوليس -500 ميل 2011 أقيم في حلبة إنديانابوليس موتور سبيدواي في 29 مايو 2011 وفاز في السباق دان ويل دون من فريق براين هيرتا بمتوسط سرعة 170.265 ميل/س (274.015 كم/س).
وكان أول المنطلقين اليكس تالياني بسرعة 227.472 ميل/س (366.081 كم/س).